# Râul Pita
Râul Pita este un curs de apă, afluent al râului Ghimbav. 